# Ljoedmila Toekan
Ljoedmila Toekan (Ciadîr-Lunga, 21 juni 1982) is een Moldavische zangeres van Gagaoezische afkomst.

## Biografie
Toekan begon haar muzikale carrière in 1998, toen won ze de Grand Prix in een muziekwedstrijd in Gagaoezië. Zowel in 2008 als in 2011 stond Toekan in de finale van het Oosterse muziekfestival in Jalta. Later in 2011 won ze in Oekraïne de eerste prijs in het internationale zang- en dansfestival van Odessa. Hierin versloeg ze meer dan 150 andere kandidaten.
In 2013 werd Toekan uitgekozen om Gagaoezië te vertegenwoordigen op hun debuut op het Türkvizyonsongfestival. Ze zong het lied Vernys ljoebov. Dit lied zong Toekan deels in het Gagaoezisch en deels in het Russisch. Ze werd uitgeschakeld in de halve finale.
In 2015 won Toekan de eerste prijs in de zangwedstrijd Canta Inima in Anenii Noi.

## Discografie
Anno 2016 heeft Toekan reeds vijf albums uitgebracht. Hierdoor werd ze in 2016 bekroond met de titel van geëerd artiest van Gagaoezië.
2013: Ljoedmila Toekan · 
2014: Maria Topal · 
2015: Valentin Ormanji · 
2020: Yulia Arnaut